# Euchrysops asteris
Euchrysops asteris är en fjärilsart som beskrevs av Pieter Cornelius Tobias Snellen 1892. Euchrysops asteris ingår i släktet Euchrysops och familjen juvelvingar. Inga underarter finns listade i Catalogue of Life.